# بخش برلین (شهرستان اری، اوهایو)
بخش برلین (به انگلیسی: Berlin Township) یک منطقهٔ مسکونی در ایالات متحده آمریکا است که در شهرستان ایری، اوهایو واقع شده‌است.
 بخش برلین ۸۱٫۹ کیلومتر مربع مساحت و ۳٬۷۲۳ نفر جمعیت دارد و ۲۳۹ متر بالاتر از سطح دریا واقع شده‌است.